# 七飯郵便局
七飯郵便局（ななえゆうびんきょく）は北海道亀田郡七飯町にある郵便局である。民営化以前の分類では集配普通郵便局であった。

## 概要
住所：〒041-1199 北海道亀田郡七飯町本町6-2-2
民営化直前の、集配業務再編において、多くの集配普通郵便局は統括センターとなったが、当局は配達センターとされたため、民営化後も郵便事業株式会社の支店は併設されず、集配センターが併設された。

## 沿革
- 1874年（明治7年） - 七重郵便取扱所として開設[1]。
- 1875年（明治8年）1月1日 - 七重郵便局（五等）となる。
- 1879年（明治12年）7月 - 七飯郵便局に改称。
- 1891年（明治24年）4月1日 - 七飯郵便電信局となる。同年12月1日より為替・貯金取扱を開始。
- 1903年（明治36年）4月1日 - 通信官署官制の施行に伴い七飯郵便局となる。
- 1964年（昭和39年）10月1日 - 大野駅前郵便局から和文電報配達事務の一部[2]を移管[3]。
- 1969年（昭和44年）6月20日 - 電話の加入および料金に関する簡易な事務を除く電話交換業務を、函館電報電話局に移管。
- 1998年（平成10年）7月1日 - 特定郵便局から普通郵便局に局種別改定[4]。
- 2000年（平成12年）8月14日 - 外国通貨の両替および旅行小切手の売買に関する業務取扱を開始。
- 2007年（平成19年）3月19日 - ゆうゆう窓口を廃止、配達センター局に移行。
- 2007年（平成19年）10月1日 - 民営化に伴い、併設された郵便事業函館支店七飯集配センターに一部業務を移管。
- 2012年（平成24年）10月1日 - 日本郵便株式会社の発足に伴い、郵便事業函館支店七飯集配センターを七飯郵便局に統合。
- 2016年（平成28年）4月1日 - 単独マネジメント郵便局となり、それまでの函館中央郵便局管轄から七飯郵便局による単独管轄となる（ただし旧郵便事業支店のように「ゆうゆう窓口」は復活せず、再配達や集荷の依頼は引き続き函館中央郵便局経由となる）。

## 取扱内容
- 郵便、印紙、ゆうパック、内容証明
- 貯金、為替、振替、振込、国際送金、外貨両替・トラベラーズチェック、国債、投資信託
- 生命保険、バイク自賠責保険、自動車保険
- ゆうちょ銀行ATM
- 亀田郡七飯町内の一部地域（大沼周辺を除く全域：〒041-11xxの地域）の集配業務

## 周辺
- 七飯町役場
- 七飯町まちづくり推進センター（七飯町文化センター）
- 北海道七飯高等学校
- 北海道七飯養護学校
- 七飯町立七重小学校

## アクセス
- JR函館本線 七飯駅から徒歩約14分
- 函館バス 七飯役場通停留所下車
- 函館新道 七飯本町ICから西へ約1.5km
- 国道5号沿い
- 駐車場あり：9台